# Solaris Vacanza

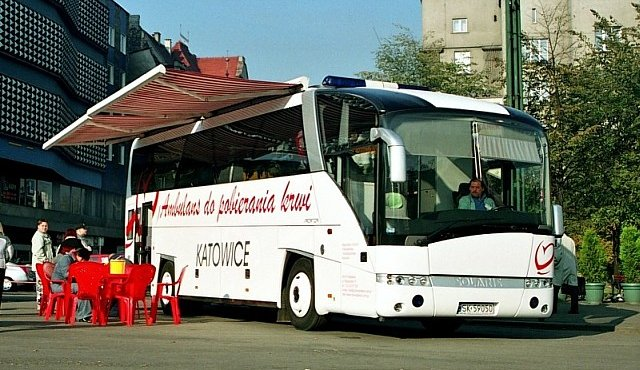
Solaris Vacanza 12

Solaris Vacanza — туристический автобус производства Solaris Bus & Coach, серийно выпускаемый с 2001 по 2010 год. Вытеснен с конвейера моделью Solaris InterUrbino.
В модельный ряд входят модели Solaris Vacanza 12 (двухосная) и Solaris Vacanza 13 (трёхосная).

## История
Автобус Solaris Vacanza был представлен в октябре 2001 года в Бельгии и Познани. В сентябре 2002 года было запущено серийное производство автобуса.
В 2003 году был представлен автобус Solaris Vacanza 13, серийно выпускаемый с 2004 года. Семейство разрабатывалось в Берлине. Символом является кенгуру.
Производство завершилось в 2010 году.